# Stenoma navicularis
Stenoma navicularis es una especie de polilla del género Stenoma, orden Lepidoptera.
Fue descrita científicamente por Meyrick en 1930.

## Distribución
Stenoma navicularis habita en el continente de América.